# Meopham
Meopham /ˈmɛpəm/ es una histórica parroquia eclesiástica y civil, localizado del distrito de Gravesham en el condado de Kent en Inglaterra.
Posee una iglesia anglicana del siglo XIV y otros antiguos monumentos.

## Geografía
Según la Oficina Nacional de Estadística británica, el pueblo de Meopham se tiene una superficie de 20,22 km².
Está cercana de Gravesend y cerca del estación internacional de Ebbsfleet en Kent.

## Demografía
Según el censo de 2001, Meopham tenía 6427 habitantes (49,26% varones, 50,74% mujeres) y una densidad de población de 317,85 hab/km². El 18,36% eran menores de 16 años, el 75% tenían entre 16 y 74 y el 6,64% eran mayores de 74. La media de edad era de 42,1 años. Del total de habitantes con 16 o más años, el 18,85% estaban solteros, el 66,55% casados y el 14,6% divorciados o viudos.
El 96,05% de los habitantes eran originarios del Reino Unido. El resto de países europeos englobaban al 1,37% de la población, mientras que el 2,58% había nacido en cualquier otro lugar. Según su grupo étnico, el 97,53% eran blancos, el 0,95% mestizos, el 1,04% asiáticos, el 0,2% negros, el 0,16% chinos y el 0,12% de cualquier otro. El cristianismo era profesado por el 79,74%, el budismo por el 0,09%, el hinduismo por el 0,12%, el judaísmo por el 0,12%, el islam por el 0,26%, el sijismo por el 0,54% y cualquier otra religión por el 0,23%. El 12,35% no eran religiosos y el 6,52% no marcaron ninguna opción en el censo.
3177 habitantes eran económicamente activos, 3092 de ellos (97,32%) empleados y 85 (2,68%) desempleados. Había 2584 hogares con residentes, 51 vacíos y 11 eran alojamientos vacacionales o segundas residencias.
Hoy en día Meopham es pueblo rural del viajero.

## Referencias

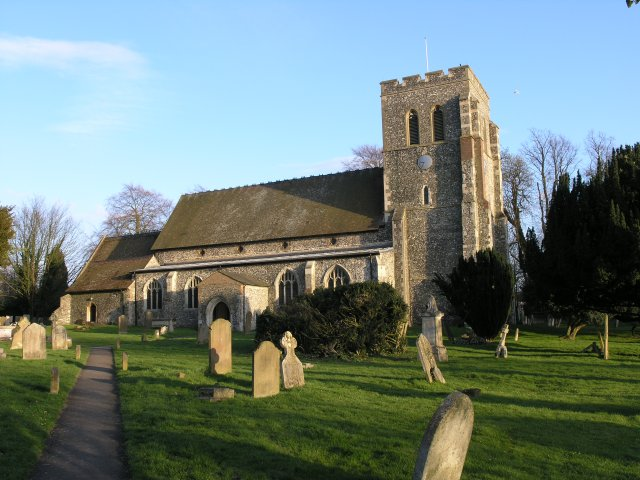
Iglesia parroquial de Meopham